# Elektrooniline Riigi Teataja
Elektrooniline Riigi Teataja (обычно сокращается eRT) Интернет-ориентированное издание для публикаций законов и официальных заявлений Эстонии. Оно создано на основе старого бумажного издания Riigi Teataja. В соответствии с эстонским законодательством, Elektrooniline Riigi Teataja с 1 июня 2002 года является авторитетным пособием для законов Эстонии. Так же как и Riigi Teataja, eRT издается Государственной канцелярией Эстонии.
С 1 января 2006 года eRT единственная форма официальной публикации большего числа эстонских законов, а бумажная Riigi Teataja издается только в отдельных случаях, для проверки.

## Правовые последствия
Если иное не указано Рийгикогу, эстонские законы вводятся в силу через 10 дней после официального опубликования. Несмотря на то, что способы по-прежнему возможны, официальные публикации в настоящее время почти всегда делаются через eRT.

## Предшественники
Представление Elektrooniline Riigi Teataja сделало устаревшими несколько предыдущих электронных баз данных эстонских законов, наиболее известная из которых, в частном порядке поддерживаемая система Estlex.

## Предпосылки
Эстония является одной из первых стран в мире, имеющей официальное электронное издание для юридических текстов. Большинство стран-членов Европейского союза публикуют свои законы в электронной форме, но обычно все же без полной юридической силы. Кроме того, большинство других стран, которые публикуют свои законы в электронной форме, делают это только после принятия этих законов.

## Безопасность
Главный аспект информационной безопасности, который учитывается при официальной публикации законов — это целостность. С целью обеспечения целостности eRT использует криптографию TLS для всего содержания.

## Статистика
По данным на 2007 год в Elektrooniline Riigi Teataja просматривается около 500,000 страниц в день.

## Внешние ссылки
- Официальный веб-сайт
- eRT: Закон о Riigi Teataja, версия от 14 июля 2007 года